# Папски легат
Папски легат – от латински език от автентичната римска титла Legatus – е представител на папската институция в чуждо правителство или църква. Той има правомощие да се произнася по всички въпроси, засягащи Римокатолическа църква и за преценка и присъда по църковни казуси.
Легатът се посочва лично от папата и се изпраща в седалището на дадено самоуправление или сред голяма маса вярващи за да поеме контрол над важен религиозен проблем като екуменически събор, кръстоносен поход, или съд над еретици като катарите.
Терминът легация се отнася както към мандата на посочения легат, така и към територията, в която той се упражнява.

## Видове
Съществуват няколко степени на папска легация:

### Апостолически делегат
Изпраща се в държави, с които Светия престол няма установени дипломатически отношения за да служи за връзка между управляващите двете страни.

### Legatus a Latere
Най-висок ранг (буквално санът означава „от страна на Папата“, т.e. „искрено“ доверен) – въздава се на кардинал. Мисията му е извънредна и обикновено краткотрайна. На такъв представител се гледа като на второ Аз на папата, неговото присъствие означава, че самият папа присъства.

### Legatus Natus
Буквално санът означава „роден легат“, т.e. лицето не е номинирано лично, а поради религиозния си сан и служба. Обикновено този ранг е специална привилегия за местните епископи.

### Legatus Missus
Означава „легат-пратеник“, натоварен с точно определена и ограничена мисия.

### Legatus Gubernator
Единични административни (временни) провинции на Папството в Централна Италия са били управлявани от такъв наместник.

### Други
- Nuncio –нунций – пратеник с признат от домакина дипломатически статус – обикновено това са титулярни архиепископи.
- Internuncio – по-нисък ранг от Nuncio. Титла с историческа стойност, запазена за пратеници в по-малки държави. Санът е по-нисък от този на посланик.